# Origin Energy

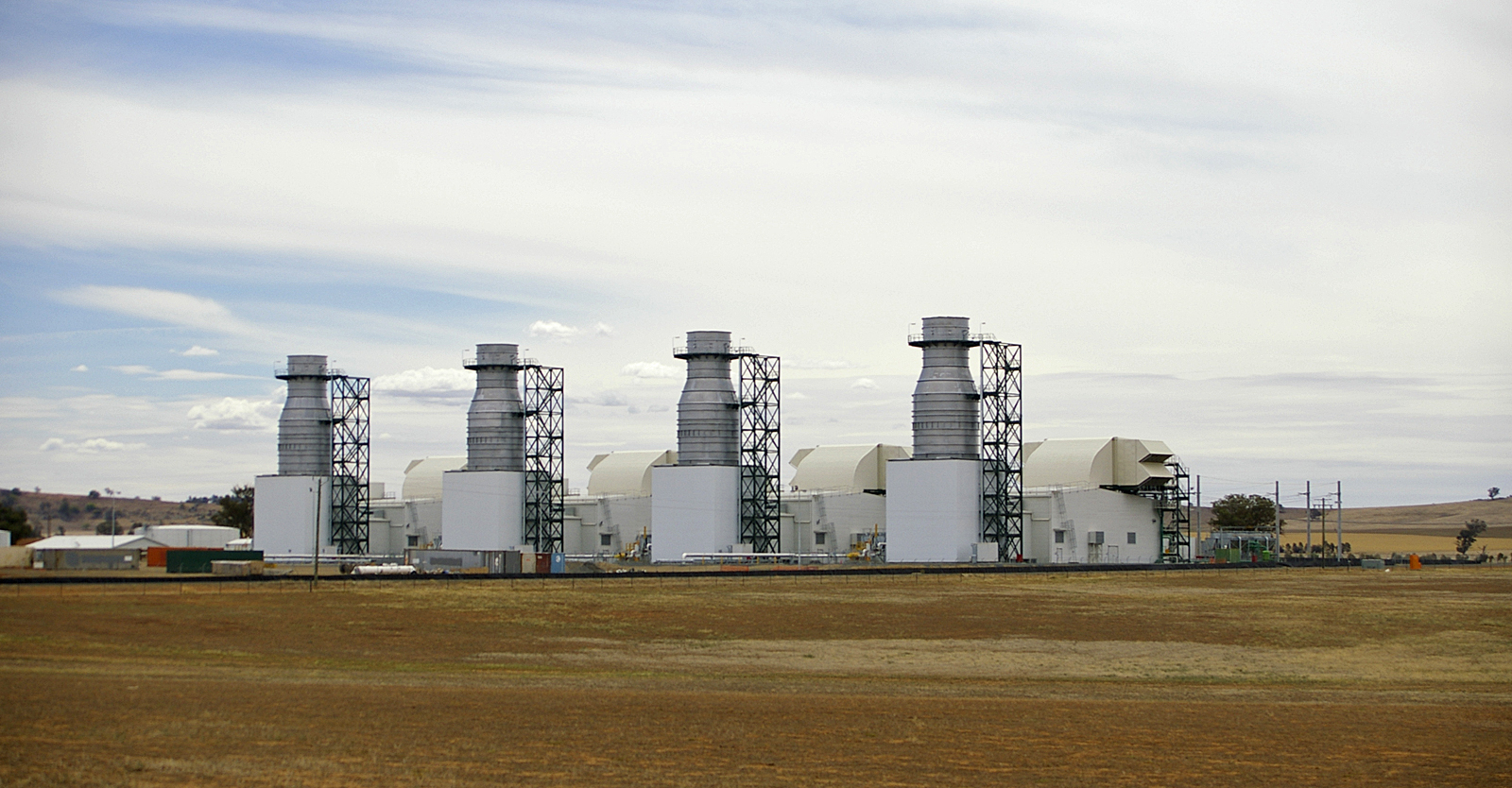
Uranquinty Power Station.

Origin Energy é uma companhia petrolífera australiana, sediada em Sydney.

## História
A companhia foi estabelecida em 2000, como um redirecionamento da companhia Boral.